# (5075) Goryachev
(5075) Goryachev est un astéroïde de la ceinture principale.

## Description
(5075) Goryachev est un astéroïde de la ceinture principale. Il fut découvert le 13 octobre 1969 à Naoutchnyï par Bella Bournacheva. Il présente une orbite caractérisée par un demi-grand axe de 2,41 UA, une excentricité de 0,17 et une inclinaison de 1,3° par rapport à l'écliptique.

## Compléments